# Laboratório Cold Spring Harbor
O Laboratório Cold Spring Harbor (em inglês:  Cold Spring Harbor Laboratory, CSHL) é uma instituição de investigação científica localizada em Laurel Hollow, Nova Iorque. É especializado no estudo do câncer, neurobiologia, genética vegetal, genômica e bioinformática. Nove dos cientistas que trabalharam no laboratório foram laureados com o Prêmio Nobel.
O laboratório começou a funcionar em 1890, como centro associado ao Brooklyn Institute of Arts and Sciences. Em 1904 a Instituição Carnegie foi incluída no laboratório (desde 1921 como Departamento de Genética).
Entre seus investigadores de renome destacam-se: Barbara McClintock, que descobriu os transposões em seus laboratórios, laureada com o Nobel de Fisiologia ou Medicina de 1983; Alfred Hershey e Martha Chase, que confirmaram o papel do ácido desoxirribonucleico como material genético; Max Delbrück e Salvador Luria, investigadores de bacteriófagos e biologia molecular; Richard Roberts, codescobridor dos íntrons e do splicing de RNA.